# الكحول والكرتيزول
قامت  الأبحاث الحديثة على دراسة آثار و أضرار الكحول على كمية الكورتيزول التي يتم إنتاجها في جسم الإنسان. وقد ثبت ان الاستهلاك المستمر للكحول على مدى فترة طويلة من الزمن يرفع مستويات الكورتيزول في الجسم. يتم تحرير الكورتيزول خلال فترات الإجهاد العالي، ويمكن أن يؤدي إلى إغلاق مؤقت للعمليات البدنية الأخرى، مما يسبب تلفًا جسديًا للجسم.

الكرتيزول
الكورتيزول هو هرمون الإجهاد تفرزه الغدة الكظرية، والتي تشكل جزءا من محور الغدة النخامية الغدة النخامية (HPA). وعادة ما يتم إصداره في فترات من الإجهاد العالي مصممة لمساعدة الفرد على التعامل مع المواقف العصيبة. [1] إفراز الكورتيزول يؤدي إلى زيادة معدل ضربات القلب وضغط الدم وإغلاق مؤقت لعمليات التمثيل الغذائي مثل الهضم والتكاثر والنمو والمناعة كوسيلة للحفاظ على الطاقة للاستجابة للإجهاد. الإفراج المزمن عن الكورتيزول على مدى فترات طويلة من الزمن الناجم عن الإجهاد العالي على المدى الطويل يمكن أن يؤدي إلى:
التعب
ارتفاع ضغط الدم
القرحة
يعوق النمو
السرطان
الانحطاط العصبي المتسارع أثناء الشيخوخة
ضعف الجهاز المناعي. [2]
العلاقة بين الكرتيزول والكحول
وقد ارتبطت مستويات الكورتيزول المرتفعة إلى حد كبير بارتفاع استهلاك الكحول، وهو ما يرجع على الأرجح إلى إلغاء القيود التنظيمية (ضعف السيطرة المثبطة) لمحور HPA. [1
التاريخ

التاريخ
يعود البحث عن آثار الكحول على الكورتيزول إلى الخمسينيات. وأظهرت العديد من الدراسات وجود علاقة بين الاثنين. ومع ذلك، كانت تقتصر على ابتلاع الكحول على المدى القصير. أجريت أول دراسة بشرية لتقييم الآثار طويلة الأجل لابتلاع الكحول على الكورتيزول في عام 1966 (مندلسون وآخرون). وجدوا مستويات الكورتيزول عالية في كل من المدمنين على الكحول وغير الكحوليات أثناء الشرب بنشاط. وكان الكورتيزول عموما أعلى في المشروبات الكحولية من غير مدمني الكحول، مما يشير إلى أن الكحول له آثار طويلة الأجل على نظام الغدد الصماء. أيضا، وكان مدمني الكحول أعلى مستويات الكورتيزول بعد توقف الشرب، مما يدل على أعراض الانسحاب (علامة هرمونية من إدمان الكحول). [3]
￼￼
النتائج الأخيرة
تدعم الأبحاث الحديثة هذا الارتباط القوي بين ارتفاع تعاطي الكحول وارتفاع مستويات الكورتيزول. في إحدى الدراسات، أخذت مستويات الكورتيزول البولية بين عشية وضحاها من الناس الذين يشربون بانتظام كمية كبيرة من الكحول مقابل كمية صغيرة من الكحول. وكان الناس الذين شربوا المزيد من الكحول مستويات الكورتيزول أعلى وانخفاض معدل ضربات القلب تقلب (التي يسيطر عليها الجهاز العصبي اللاإرادي, ANS), مما يشير إلى وجود صلة بين محور HPA وANS. وكان الناس الذين شربوا المزيد من الكحول ارتفاع ضغط الدم وصعوبة في النوم، مما يدل على ارتفاع مستويات الكورتيزول. [4]
وقد سمحت التكنولوجيا الحديثة للباحثين لقياس مستويات الكورتيزول في الشعر البشري (تظهر التعرض التراكمي الكورتيزول على مدى فترات طويلة من الزمن). وقد استخدمت هذه الطريقة في القياس لمقارنة مستويات الكورتيزول على المدى الطويل في المشروبات الكحولية، ومدمني الكحول الامتناع عن ممارسة الجنس، وغير المدمنين على الكحول. كشفت دراسة حديثة أن مدمني الكحول لديهم تركيزات الكورتيزول أعلى من درجة هرمون الكورتيزول أعلى من الامتناع عن ممارسة الكحول أو غير الكحوليين (بما يتفق مع الأبحاث السابقة التي تظهر أن فترات استهلاك الكحول ترتبط بارتفاع مستويات الكورتيزول). وكان مدمني الكحول الامتناع عن الكحول وغير الكحولية نفس المستويات المنخفضة من الكورتيزول، مما يشير إلى أن مستويات الكورتيزول تعود في نهاية المطاف إلى وضعها الطبيعي بعد التوقف الموسع. [5]